# Суд присяжных

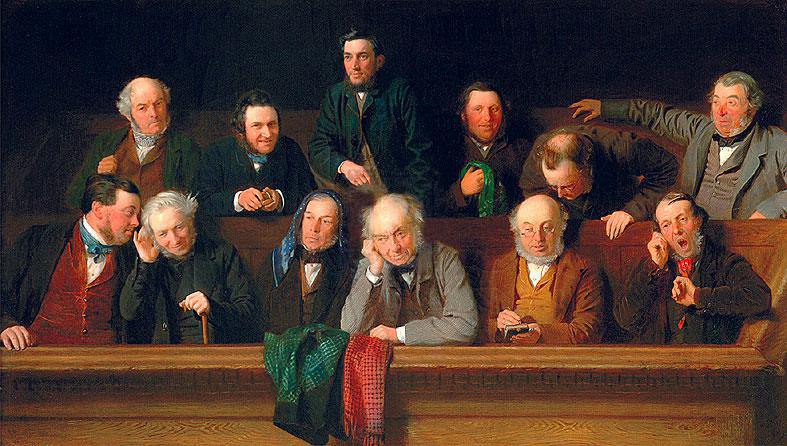
Скамья присяжных заседателей
(Художник Джон Морган)

Суд прися́жных — институт судебной системы, состоящий из коллегии присяжных заседателей, отобранных по методике отчасти случайной выборки только для данного дела и решающих вопросы факта, и одного профессионального судьи, решающего вопросы пра́ва. Суд присяжных рассматривает уголовные дела по обвинениям, как правило, в тяжких преступлениях в первой инстанции. В некоторых странах, включая Россию, суд присяжных возможен только в уголовном судопроизводстве. В США и в некоторых других странах присяжные могут принимать решение только единогласно. В других же — простым или квалифицированным большинством. В Российской Федерации суд присяжных принимает решение большинством голосов. Также в некоторых странах присяжные дают рекомендацию о применении высшей меры наказания или о наличии смягчающих вину обстоятельств. Однако вопрос избрания меры наказания всегда решает только судья. Исключение — федеральные суды США и большинства штатов, в случае дела, предполагающего возможность смертной казни, решение присяжных о неприменении смертной казни окончательное и не подлежит обжалованию. Кроме того, согласно Аппренди против Нью-Джерси, все факты, используемые судьёй для определения приговора, должны быть доказаны присяжным.
В уголовном процессе присяжные обычно выносят вердикт о виновности/невиновности подсудимого.
Присяжные подбираются с соблюдением определённых условий.

## История
Родиной суда присяжных является Англия. 
Первоначальный уголовный процесс у англосаксов отличался большой простотой. Пойманный с поличным в руках (hand-habend) или на плечах (back-berend) убивался по приказу шерифа или лорда, имеющего судебную власть, без всякого исследования вины. Отсутствие поличного давало подозреваемому право представить семь присяжных поручителей (compurgatores) о невиновности или, если он был человек несвободный, — ручательство своего господина-лорда и двух тэнов. Против них обвинители — частные люди и представители городских общин и сельских сотен — должны были выставить соответствующее число соприсяжников. При неимении у подсудимого поручителей он мог в некоторых случаях требовать выхода обвинителя на Суд Божий (ордалию) кипящей водой или раскалённым железом. В ряде случаев допускался судебный поединок между обвинённым и обвинителем. 
Судопроизводство свершалось два раза в год, во время объезда шерифом своего участка, причём он и участвовавший иногда в заседаниях суда епископ лишь наблюдали за поступлением судебных пошлин, за правильным счётом голосов compurgatores и за точным соблюдением обрядов суда Божия. Решение дела вполне зависело от исхода ордалии, поединка или подсчёта голосов compurgatores. 
Со времени норманнского завоевания учреждение «королевского мира», устанавливающего исключительную юрисдикцию короля, распространялось всё более и более. Шериф стал обязан при его объездах (sheriff's tourn or circuit) путём последовательных и точно определённых выборов образовать от каждой общины группу в 12 рыцарей и «вольных, непорочных мужей», которые принимают присягу и должны отвечать на ряд вопросов, касающихся внутреннего порядка и безопасности данной местности. В качестве recognitores они должны были назвать «лихих людей», им ведомых (male credites de maleficio aliquo). Последних привлекали к суду, и 12 допрошенных шерифом лиц (recognitore), сходных по своей первоначальной задаче сбора сведений с «обыскными людьми» правовой практики Московского государства, получали название жюри. На суде они представляли или излагали устно доказательства виновности подсудимых и изрекали о них правдивое заключение (vere dictum). 
Участие жюри обвинительных присяжных в рассмотрении уголовных и гражданских дел, относящихся к королевской юрисдикции, принимает постоянный характер после издания в 1166 году королём Генрихом II Кларендонской ассизы.
В период, последовавший за изданием Великой хартии вольностей, исчезла ордалия и уменьшилось значение судебного поединка. Постепенно разграничивались сливавшиеся прежде в лице присяжных роли обвинителей, свидетелей и судей. Свидетели уже не решали дело, а давали своими показаниями лишь судебный материал, для оценки доказательной силы которого судья, имеющий самостоятельную, независимую от шерифа деятельность, давал присяжным руководящие наставления (charge). Сами присяжные, как решители фактической стороны дела, распадались на две группы — большое и малое жюри, состоящие каждая из 12 человек. Большое жюри, рассмотрев добытые розыском или представленные потерпевшим данные, решало вопрос о предании заподозренного суду, то есть о передаче дела малому жюри; судило окончательно лишь последнее. 
Английскому суду присяжных пришлось пережить большие испытания и выдержать, опираясь на народное правосознание, тяжёлую и упорную борьбу. В XVII и XVIII веках особенно сильно было стремление стеснить свободу суждения присяжных путём их запугивания, дурного обращения с ними и передачи составления их списков от выборных шерифов в руки лиц, назначаемых правительством; при этом было ограничиваемо или по некоторым делам и вовсе упраздняемо право подсудимого отводить присяжных. Тем не менее, каждый шаг к упрочению государственного строя Британии (Петиция о праве, Хабеас корпус акт, Билль о правах) влёк за собою укрепление суда присяжных и расширение сферы его деятельности. Законом Фокса о преступлениях печати (1792 г.) окончательно было признано за присяжными право решать вопрос не только о событии преступления, но и о виновности подсудимого. 
Начало XIX века ознаменовалось в Великобритании многими техническими улучшениями в производстве дел с присяжными, уничтожением различных тягостных формальностей и признанием (закон 1836 г., en:Trials for Felony Act 1836), что всякий обвиняемый, предстоящий перед судом присяжных, должен иметь защитника. 
Введение суда присяжных во Франции было подготовлено, с одной стороны, недовольством на устарелое, розыскное, письменное и канцелярское производство застывшего в средневековых формах суда, особенно обострившимся вследствие ряда громких процессов во второй половине XVIII в., а с другой стороны — указаниями и работами энциклопедистов. В то время, как Вольтер и Д’Аламбер наносили тяжкие удары существующему судебному устройству, Монтескьё и Делольм горячо восхваляли учреждение присяжных в Англии не только как лучший способ раскрытия истины в уголовных делах, но и как гарантию политической свободы. Ту же самую мысль с горячей убедительностью проводил Филанджьери, в своей «Scienza della legislazione». 
Хотя учредительное собрание 1789 г., уничтожив все специальные, чрезвычайные и исключительные суды, не сразу ввело суд присяжных, но уже в августе 1790 г. и затем снова в июле 1791 г. этот суд был провозглашён как коренное установление уголовной юстиции, причём обязанность разрешать вопрос о предании обвиняемого суду присяжных была возложена на одного из членов местного коронного суда, носившего название directeur du jury и поддерживавшего обвинение на суде. Но уже конституция 3 сентября 1791 года отменила этот порядок и установила, по примеру Англии, два вида присяжных: для предания суду, в числе восьми, и для суждения, в числе двенадцати, избираемых на 15-е число каждого месяца из списка в 200 человек. Стороны пользовались правом отвода без объяснения причин по 20 человек; присяжные совещались в присутствии судьи и публичного обвинителя (комиссара); для обвинительного приговора требовалось 10 голосов. Тогда же был учреждён для регулирования деятельности суда присяжных и образцовый, несравненный французский кассационный суд. Окончательное устройство суд присяжных во Франции в его существенных сторонах совпадает с изданием «Code d’instruction criminelle», начатого разработкою в 1804 г. и вступившего в силу в 1811 г. Затем, при неоднократной перемене образа правления и характера правительств, видоизменялся ценз присяжных, и подсудность этому суду то расширялась, то сужалась, но основные начала его устройства оставались неизменными. 
В Германии первым проповедником необходимости введения суда присяжных явился во второй половине XVIII века Юстус Мёзер в своих «Патриотических фантазиях» (1776—86 гг.). Проповедь эта не нашла отголоска, и лишь наполеоновские войны имели последствием введение суда присяжных в рейнских провинциях. Революции 1848 г. распространили этот суд в большем или меньшем объёме по всему Германскому союзу, за исключением Австрии и Мекленбурга. Однако существование этой формы суда было в большей части немецких государств лишь терпимо и сопровождалось различными законодательными урезками и сокращением области подсудности. Образование Северогерманского союза укрепило суд присяжных в Германии, несмотря на упорную и страстную критику его со стороны Гие-Глунека, открывшего поход против этого «не коренящегося в истории Германии» учреждения. Франко-германская война 1870—71 гг. перевела борьбу из области юридической литературы в практическую жизнь. Счастливая война с «исконным» врагом доказала, по мнению многих немецких юристов, что Германия и в судебной организации должна опираться на свои национальные учреждения, каковыми в прошлом являются шеффены — выборные заседатели, составляющие с судьями одну коллегию, без распределения между собою процессуальных задач. Этот взгляд проник и в законодательство, и суд шеффенов, с оставлением в ведении присяжных лишь дел о важнейших преступлениях, был введён в Германской империи в 1879 г. 
В Австрии суд присяжных был введён после поражений 1866 г., в Норвегии — в 1887 г., в Испании — 1888 г. В Италию этот суд пришёл во время наполеоновских войн, но после падения Наполеона удержался лишь в королевстве Сардинском. Объединённая Италия снова ввела его на всей своей территории изданием «Codice di procedura penale» 1865 г. и дополнительных к нему законов 1874 и 1877 гг.

## Суд присяжных в Казахстане
Суд присяжных в Казахстане функционирует с 2007 года. Присяжные по ходатайству обвиняемого рассматривают уголовные дела о преступлениях, за которые максимальное предусмотренное наказание — пожизненное лишение свободы. С 2010 года судебная коллегия состоит из профессионального судьи и 10 назначенных присяжных заседателей, причем профессиональный судья принимает участие в совещании присяжных при решении вопроса о виновности (невиновности) подсудимого. Присяжный получает вознаграждение за свою работу и может быть подвергнут административному штрафу за неявку в судебное заседание, а также за разглашение тайны совещательной комнаты. В 2007—2009 годах суды с участием присяжных заседателей рассматривали до 100 дел в год (в основном дела, связанные с обвинением в убийстве). Затем перечень составов преступлений, подсудных таких судам был расширен и в 2010—2012 годах суды присяжных рассматривали более 250 дел в год (в основном по обвинению в убийстве и в незаконном обороте наркотиков). В 2013 году число составов, подсудных присяжным, было сокращено и с тех пор число дел, рассмотренных судами присяжных, не превышало 100 дел в год. Законами Казахстана предусмотрено с 1 января 2023 года и с 1 января 2024 года существенное увеличение перечня статей Уголовного кодекса Республики Казахстан, подсудных судам присяжных.

## Суд присяжных в Испании
Суд присяжных в Испании был создан примерно в 1820 году, приостановлен в 1936 году и восстановлен органическим законом от 22 мая 1995 года. Этот закон установил численность коллегии присяжных: 9 основных и 2 запасных члена. Коллегия присяжных наделена правом не только решать вопрос о виновности подсудимого, но и назначать ему условное наказание, а также ходатайствовать о помиловании.

## Суд присяжных в США
Седьмая поправка к Конституции США, являющаяся частью Билля о правах, позволяет рассматривать судом присяжных некоторые гражданские дела. Решение Верховного суда США 1968 года устанавливает, что если обвиняемому может быть назначено тюремное заключение на срок более 6 месяцев, то обвиняемый может требовать рассмотрения его дела судом присяжных.

## Суд присяжных во Франции
Во Франции суд присяжных (он включает как присяжных, так и профессиональных судей) рассматривает уголовные дела о преступлениях, за которые максимальное наказание превышает 10 лет лишения свободы (с некоторыми исключениями). С 2021 года во Франции проводится реформа, которая направлена на передачу большинства дел, подсудных присяжным в ведение судов департаментов.

## Категория дел
- Конституция РФ (Ст. 20 п.2; Ст. 47 п.2; Ст. 123 п. 4)
- Уголовный кодекс РФ (Ст. 263 ч. 3; Ст.159 ч.4; Ст. 105 ч. 2; Ст. 126 ч. 3; Ст. 131 ч. 3; Ст. 205; Ст. 206 ч.ч. 2 — 4; Ст. 208 ч. 1; Ст. 209; Ст. 210; Ст. 211; Ст. 212 ч. 1; Ст. 227; Ст. 263 ч. 3; Ст. 267 ч. 3; Ст. 269 ч. 3; Ст. 275; Ст. 276; Ст. 277; Ст. 278; Ст. 279; Ст. 281; Ст. 290 ч.ч. 3 и 4; Ст. 294; Ст. 295; Ст. 296; Ст. 297; Ст. 298; Ст. 299; Ст. 300; Ст. 301; Ст. 302; Ст. 303 ч.ч. 2 и 3; Ст. 304; Ст. 305; Ст. 317; Ст. 321 ч. 3; Ст. 322 ч. 2; Ст. 353; Ст. 354; Ст. 355; Ст. 356; Ст. 357; Ст. 358; Ст. 359 ч. 1 и 2; Ст. 360)
- Уголовно-процессуальный кодекс РФ (Ст. 30. ч.2. п. 2; Ст. 324 - 353)
- Федеральный конституционный закон «О судебной системе РФ» (Ст. 1. п. 1; Ст. 5 п. 2; Ст. 5. п. 5; Ст. 8. п. 2; Ст. 8. п. 4)
- Федеральный конституционный закон «О военных судах РФ» (Ст. 10 п. 4 п.п. 1; Ст. 15 п. 1 п.п.2; Ст. 28)
- Федеральный закон «О присяжных заседателях федеральных судов общей юрисдикции в РФ» (Ст. 1)
- Постановление Верховного суда РФ